# Dasyhelea versicolor
Dasyhelea versicolor är en tvåvingeart som först beskrevs av Johannes Winnertz 1852.  Dasyhelea versicolor ingår i släktet Dasyhelea och familjen svidknott. Arten är reproducerande i Sverige. Inga underarter finns listade i Catalogue of Life.